# 帝国少女
「帝国少女」（ていこくしょうじょ）は、日本のボカロP・R Sound Design制作のVOCALOID楽曲。2017年3月9日に発表され、ボーカルシンセサイザー・初音ミクが歌唱する。
同氏が後年に発表した「Re:帝国少女」は、本楽曲のセルフリメイクである。

## 概要
- 2017年11月29日発売のアルバム、City Girl Syndromeに収録[2]。
- 2019年3月17日には自身初となる100万回再生を達成。

## カバー
- R Sound Design-セルフカバーアルバム『Replica』(2018年10月24日)収録[3]
- ねじ式 & R Sound Design-コラボアルバム『帝国ロリイタ』(2019年4月27日)収録[4]
- YuNi-カバーアルバム『Peridot』(2022年7月20日)に収録[5]